# Воротников, Владимир Васильевич
Владимир Васильевич Воротников (4 июня 1940, село Заковряжино, Сузунский район, Новосибирская область — 20 февраля 2022, Новосибирск) — передовик советского производства, электросварщик. Герой Социалистического Труда (1981).

## Биография
Родился 4 июня 1940 года в селе Заковряжино Сузунского района Новосибирской области. Окончил восьмилетнюю школу в родном селе, после чего вместе с родителями переехал в Джелалабад. Здесь же закончил вечернюю среднюю школу. Трудился на лесоторговом складе.
В 1960 году переехал в Новосибирск, где поступил на работу в монтажно-строительное управление № 78 треста «Химэлектромонтаж» учеником электромонтажника. Позднее трудился электрослесарем. В 1963 году был призван в армию. Служил в Хабаровске в строительных частях, где приобрёл профессии водителя и крановщика. После возвращения из армии в 1965 году продолжил трудиться в СМУ № 78. В 1973—1974 годах обучался на вечернем отделении Новосибирского ПТУ № 6, где получил специальность электрогазосварщика.
В дальнейшем трудился в течение нескольких лет в командировках на Семипалатинском атомном полигоне, предприятии п/я 123 и различных атомных объектах в Алейске Алтайского края.
В течение пяти лет участвовал в работах по подготовке испытаний образцов ядерного оружия на полигонах в г. Алейске Алтайского края и Семипалатинской области. С 1972 года работал в Новосибирске, где стал бригадиром в монтажно-строительном управлении № 78. Бригада, руководимая Владимиром Воротниковым, неоднократно перевыполняла ежегодный план. За выдающиеся успехи в трудовой деятельности был удостоен в 1981 году звания Героя Социалистического Труда.
Проработав в МСУ-78 в течение сорока одного года, в апреле 2002 года вышел на пенсию.
Скончался 20 февраля 2022 года. Похоронен на Северном кладбище Новосибирска (квартал 13).

## Награды
- Герой Социалистического Труда — указом Президиума Верховного Совета СССР от 10 марта 1981 года
- Орден Ленина (1981)
- Орден Октябрьской Революции
- Медаль «В ознаменование 100-летия со дня рождения Владимира Ильича Ленина» (1970)
- Ветеран атомной промышленности (1986)
- Памятный знак «За труд на благо города» (Новосибирск) (2013)[3]